# Герігор
Герігор (д/н — 1074 до н. е.) — давньоєгипетський військовий та політичний діяч, верховний жрець Амона у Фівах у 1080—1074 роках до нашої ери.

## Життєпис

### Шлях до влади
Більшість вчених сходяться на думці, що походження Герігора залишається невідомим, єгиптологи Ян Шоу і Пол Ніколсон вказують на те, що його батьки могли бути лівійцями. За іншою теорією батько був єгиптянином, а мати лівійкою або нубійкою. Дата народження невідома.
Службу розпочав при Панехсі, царському сині Кушу, під час намісництва в областях сучасної Нубії, що підкорялися фараону Рамсесу XI. Близько 1087 року до н. е. у складі військ Панехсі брав участь у поході проти Аменхотепа, верховного жерця Амона у Фівах, який став занадто самостійним. Під час цієї військової кампанії зумів відзначитися, завдяки чому став заступником Панехсі. Останній став фактичним співволодарем фараона.

### Володар Фів
Близько 1081 року до н. е. у змові із фараоном виступив проти Панехсі, змусивши того зректися влади й вирушити назад до Куша. Того ж року стає верховним жерцем Амона у Фівах та чаті (візиром) Верхнього Єгипту.
Поступово Герігор захопив усю повноту влади (цивільну й військову) у Фівах. За нього було відновлено роботи у храмі бога Хонсу в Карнаці. Невдовзі Герігор прийняв царську титулатуру, у першому картуші якої виписувався лише його титул «Перший пророк Амона», а у другому — «Син Амона, Герігор». Проте у храмі Хонсу така специфічна титулатура не афішувалась і використовувалась тільки у портику двору за вежами пілона. У гіпостильній залі храму Амона картушами Герігора було вкрито бази кількох колон.
З часом відбувся розподіл влади між Герігором та Рамсесом XI і його наступником Смендесом з Двадцять першої династії. З часом це призвело до неофіційного розділу Єгипту на Нижній, зі столицею в Танісі, і на Верхній, зі столицею у Фівах. Такий стан речей тривав до повторного возз'єднання держави за Двадцять другої династії.
Герігор здійснив перетворення, згідно з якими посаду Верховного жерця відтепер могла передаватися у спадок, виключаючи таким чином доступ до влади і державних доходів для осіб, які не пов'язані родинними узами з фіванським жрецтвом.
Згідно з єгиптологом Карлом Янсен-Вінкельном, Герігор пережив Рамсеса XI, перш ніж його змінив син Піанхі — Пінедджем I. Якщо припущення Янсен-Вінкельна правильне, то Герігор міг залишатися як Верховний жрець Амона довше, ніж ті 6 років, які зазвичай йому заведено відводити в єгипетській хронології.
Навіть якщо Герігор володарював трохи довше за Рамсеса XI, то ненадовго його пережив. Відоме послання Герігора до царів Сидону щодо спрямування до Фів цінної деревини й пахощів для храму Амону, але отримав лише пихату відповідь, що засвідчила падіння авторитету давньоєгипетських володарів.

## В культурі
В негативному вигляді описано в романі польського письменника Болеслава Пруса «Фараон», де протистоїть головному герою вигаданому фараону Рамсесу XIII, начебто сину фараона Рамсеса XI (в романі його названо Рамсесом XII). Цей роман екранізував польський режисер Єжи Кавалерович.